# Agência Meteorológica, Climatológica e Geofísica da Indonésia
A Agência Meteorológica, Climatológica e Geofísica da Indonésia (Badan Meteorologi, Kimatologi, dan Geofisika em bahasa indonesia) é uma agência não governamental de meteorologia, climatologia e geofísica. Foi estabelecida como um departamento governamental em 1866 pelas Índias Orientais Neerlandesas. O nome atual foi estabelecido em 1980. A agência controla um Centro de Aviso de Ciclone Tropical em Jacarta, Indonésia, que é responsável por seguir e monitorar ciclones tropicais no Oceano Índico sudeste ao norte da latitude 10°S.